# Rudolf Schmidt (General)

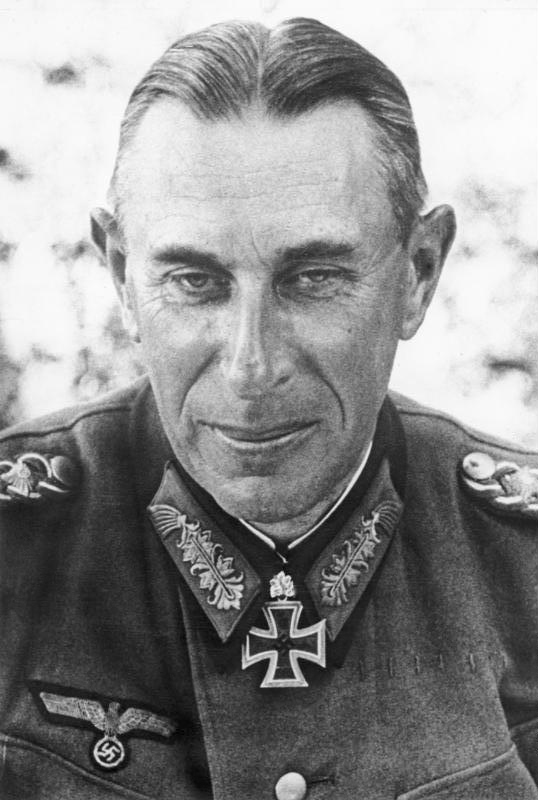
Rudolf Schmidt (1942)

Rudolf Schmidt (* 12. Mai 1886 in Berlin; † 7. April 1957 in Krefeld) war ein deutscher Offizier und zuletzt Generaloberst. Schmidt diente während des Ersten Weltkrieges im preußischen Heer und machte dann Karriere in Reichswehr und Wehrmacht. Obwohl er ursprünglich aus der Nachrichtentruppe hervorgegangen war, gehörte er in der Zeit des Nationalsozialismus zu den führenden Fachleuten der Panzertruppe. Während des Zweiten Weltkrieges stieg er vom Divisionskommandeur bis zum Armee-Oberbefehlshaber auf. Während von ihm geführter Kapitulationsverhandlungen mit den Niederlanden kam es im Mai 1940 zur Bombardierung Rotterdams. In den Kesselschlachten in der Sowjetunion 1941 zählte Schmidt zu den wichtigsten Panzerkommandeuren. Im Gegensatz zu weiten Teilen der politischen und militärischen Führung vertrat er einen kooperativen Kurs gegenüber der russischen Bevölkerung, wobei er im Raum Lokot ein großes Gebiet unter Selbstverwaltung stellte. Schmidt wurde 1943 entlassen, nachdem sich sein Bruder in eine Spionage- und Hochverratsaffäre verstrickt hatte. Nach dem Krieg geriet er in sowjetische Haft und kehrte erst 1955 nach Deutschland zurück.

## Leben

### Herkunft und Jugend
Rudolf Schmidt wurde als Sohn des Königlich-Preußischen Geheimen Studienrates und Gymnasialdirektors Rudolf Schmidt (Sen.) und dessen Gattin Johanna Elisabeth Friederike Udine (geb. Baronin von Könitz; 1857–1928) in Berlin-Schöneberg geboren. Er hatte einen jüngeren Bruder Hans-Thilo (1888–1943), der als Spion bekannt wurde. Der evangelische Schüler besuchte ein Humanistisches Gymnasium und legte im Jahre 1906 erfolgreich das Abitur ab.
Kurz darauf trat er am 25. September 1906 als Fahnenjunker in das Infanterie-Regiment „von Wittich“ (3. Kurhessisches) Nr. 83 in Kassel ein. Dort absolvierte Schmidt in den folgenden Jahren seine Ausbildung zum Offizier und erhielt nach Abschluss derselben am 27. Januar 1908 die Beförderung zum Leutnant. Da Schmidt offenbar ein ausgeprägtes Interesse für Technik besaß, ließ er sich von November 1911 bis September 1912 zum Telegraphen-Bataillon Nr. 4 kommandieren. Dies war ein damals übliches Verfahren, um den Horizont junger Offiziere über ihre eigene Waffengattung hinaus zu erweitern. Bald erwies sich diese Erfahrung als prägend für Schmidt. Im Zuge der allgemeinen Heeresvergrößerung wuchs auch die Nachrichtentruppe an und generierte bei dieser Waffengattung einen erhöhten Offiziersbedarf. So ließ sich Schmidt im April 1913 endgültig in das Telegraphen-Bataillon Nr. 5 nach Berlin versetzen. Ab Mai 1914 war er hier mit der Leitung der Fernsprech-Abteilung des I. Reserve-Korps betraut.

### Im Ersten Weltkrieg

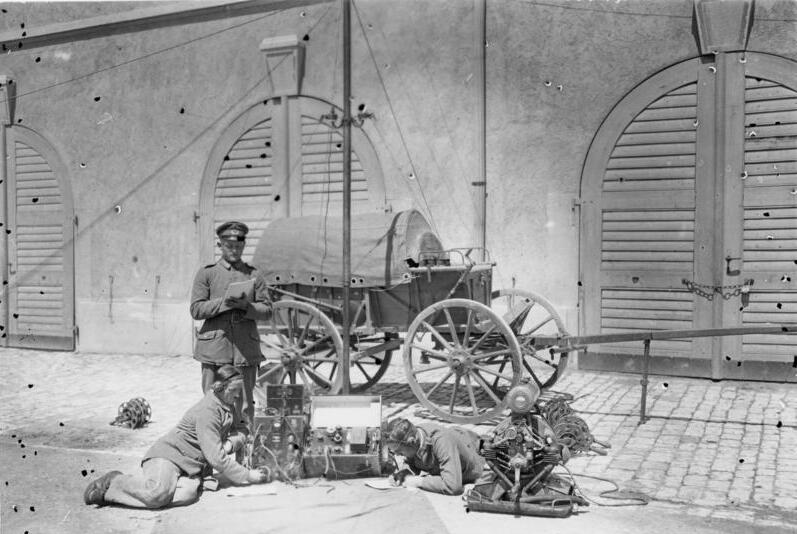
Schmidts ursprüngliche Waffengattung: Nachrichtentruppe mit Heeresfeldwagen (1914)

Bei Beginn des Ersten Weltkriegs kam Schmidts Fernsprech-Abteilung zunächst an der Ostfront zum Einsatz. Er nahm 1914 im Rahmen der I. Reserve-Korps zunächst an den Kämpfen in Ostpreußen teil und wurde dann im April 1915 als Leiter der Fernsprech-Abteilung zur 1. Landwehr-Division versetzt. Diese kämpfte in den Sommermonaten am Bobr. Anschließend erfolgte im Oktober 1915 Schmidts Versetzung zum Armeeoberkommando 12 als Adjutant der Telegraphentruppe. Nach dieser ersten Verwendung in einem Generalstab kam Schmidt im April 1916 als Leiter der Fernsprech-Abteilung zum Gardekorps an die Westfront. In dieser Stellung, die ihn gleichzeitig zum Kommandeur der Garde-Fernsprechtruppe machte, verblieb er ein Jahr lang.
Nun folgte eine für die damalige Kriegszeit typische improvisierte Generalstabsausbildung. Ursprünglich hatte sich Schmidt bereits vor dem Krieg durch überdurchschnittliche Leistungen und das erfolgreiche Bestehen von Aufnahmeprüfungen zum Besuch der Kriegsakademie qualifiziert. Durch den dreijährigen Kursus, der im Oktober 1914 hätte beginnen sollen, wäre Schmidt zum Generalstabsoffizier und damit zur Elite des Heeres aufgestiegen. Bei Ausbruch des Krieges waren alle Kurse jedoch abgesagt und Anwärter wie Lehrer an die Front geschickt worden. Da der Bedarf an Generalstabsoffizieren jedoch im Verlauf des Krieges wuchs, wurde ein provisorisches Verfahren entwickelt. Geeignete Offiziere wurden probeweise in verschiedenen Stäben verwendet und dort mit der praktischen Arbeit vertraut gemacht. Anschließend besuchten sie einen mehrwöchigen Intensivkurs (siehe Generalstabslehrgang Sedan) und konnten bei einer erfolgreichen Abschlussprüfung in den Generalstab aufgenommen werden. Schmidt tat im Rahmen dieses Programms zwischen April 1917 und August 1918 Dienst im Stab des Chefs der Feldtelegraphen im Großen Hauptquartier (April bis Juni 1917), im Stab der 28. Reserve-Division (Juni 1917 bis Januar 1918) sowie im Generalstab des XIV. und VII. Reserve-Korps (Januar bis September 1918). Nur im September 1917 kommandierte Schmidt kurzzeitig das II. Bataillon des Reserve-Grenadier-Regiments 110. Das war insofern nicht ungewöhnlich, als kurzzeitige Frontkommandos für Stabsoffiziere üblich waren, um den Kontakt zur Truppe nicht zu verlieren. Im September 1918 nahm Schmidt schließlich erfolgreich am Kurs für Stabsoffiziere in Sedan teil und wurde gleich darauf in den Generalstab der 4. Armee versetzt.

### Reichswehr und Wehrmacht

#### Karriere in der Reichswehr
Beförderungen
- 25. September 1906 Fahnenjunker
- 18. Mai 1907 Fähnrich
- 27. Januar 1908 Leutnant
- 28. November 1914 Oberleutnant
- 18. Dezember 1915 Hauptmann
- 1. Februar 1927 Major
- 1. April 1931 Oberstleutnant
- 1. Oktober 1933 Oberst
- 1. Oktober 1936 Generalmajor
- 1. Juni 1938 Generalleutnant
- 1. Juni 1940 General der Panzertruppe
- 1. Januar 1942 Generaloberst

Nachdem der Krieg durch den Waffenstillstand von Compiègne beendet worden war, schickte das Armeeoberkommando 4 Schmidt mit einem „Sonderbataillon“ ins revolutionäre Hamburg. Doch schon im Dezember kam der inzwischen zum Hauptmann avancierte Schmidt zur Garde-Nachrichten-Ersatz-Abteilung nach Berlin zurück. Wenige Monate darauf diente er von März bis Oktober 1919 im Preußischen Kriegsministerium und wechselte anschließend zum Reichskriegsministerium. Nach der Unterzeichnung des Versailler Vertrages durften die deutschen Landstreitkräfte nur noch 100.000 Soldaten zählen. Schmidt gehörte zu denjenigen Offizieren, welche in die neue Reichswehr übernommen wurden. Die Dienststellen wechselten für ihn nun mehrfach. Von Oktober 1923 an führte er zwei Jahre lang die 1. Kompanie der Nachrichtenabteilung 3 in Potsdam, um anschließend im Oktober 1925 wieder zum Reichswehrministerium zurückzukehren. Hier gehörte er der Inspektion der Nachrichtentruppen (In 7) an.
Erst nach fast drei Jahren erfolgte im Oktober 1928 wieder eine Versetzung, diesmal als Lehrgangsleiter und Taktiklehrer im Stab der 6. Division in Münster. Ein Jahr darauf trat er die gleiche Stelle im Stab der 3. Division in Berlin an. Im Juni 1931 kehrte er schließlich als »Chef des Stabes der Inspektion der Nachrichtentruppen« ins Reichswehrministerium zurück, um im Juli 1932 den Posten des »Kommandeurs der Offizierslehrgänge Berlin« anzutreten. Als solcher war er verantwortlich für die Organisation der Wehrkreisprüfungen und der darauf folgenden Führergehilfenausbildung zu Generalstabsoffizieren. Darauf aufbauend wurde später die Kriegsakademie in Berlin wiedereröffnet. Damit gehörte Schmidt bereits vor der Machtergreifung der Nationalsozialisten zur militärischen Oberschicht.

#### Aufstieg in der Wehrmacht
Es war weiterhin üblich, die Offiziere des Generalstabes zeitweise mit Truppenkommandos zu betrauen, um sie den Frontverbänden nicht zu entfremden. Schmidt, inzwischen zum Oberst befördert, übernahm daher im Oktober 1934 die Führung des 13. (Württembergisches) Infanterieregiments in Ludwigsburg. Im November 1935 wurde er jedoch als Oberquartiermeister III in den Generalstab des Oberkommandos des Heeres (OKH) versetzt. In dieser Funktion war er nicht nur einer der Stellvertreter des Generalstabschefs, sondern auch für die zentralen Fragen des Transport- und Nachschubwesens zuständig. Bereits lange vor der Aufrüstung der deutschen Streitkräfte gehörte Schmidt zu dem Kreis deutscher Offiziere, die sich eingehend mit den Fragen der Technisierung und Motorisierung der Armee beschäftigt hatten. Dabei ist auffällig, dass er, wie auch andere Protagonisten der späteren deutschen Panzertruppen (wie Guderian und Hoth) bereits im Ersten Weltkrieg einer technischen Truppengattung angehört hatte. Als Oberquartiermeister konnte er nunmehr während der Aufrüstungsphase an entscheidender Stelle an der Modernisierung der Streitkräfte mitwirken.

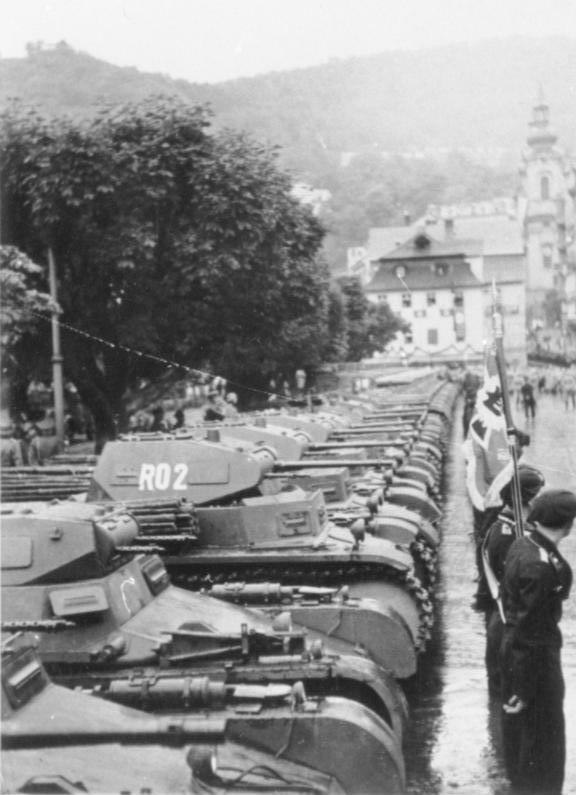
Aufmarsch der 1. Panzerdivision Schmidts in Karlsbad am 4. Oktober 1938

Im Oktober 1937 übernahm Schmidt als Generalmajor das Kommando über die 1. Panzer-Division in Weimar. Einen Eindruck von Schmidts damaliger Einstellung gegenüber dem NS-Regime gibt eine Ansprache, die er als Kommandeur anlässlich der Vereidigung von Rekruten am 9. November 1937 hielt und in der es unter anderem hieß:

„Wir sind wieder ein mächtiges, geachtetes Volk geworden, das in der Welt eine entscheidende Rolle spielt. Dieser gewaltige Umschwung […] vollzog sich ohne größere Störungen dank der Genialität unseres Führers, eine in der Geschichte noch nicht dagewesene Erscheinung. Als starker Hort des Friedens, für die Sicherheit des deutschen Volkes, steht hinter dem Führer die deutsche Wehrmacht, 100.000 Mann einst und jetzt ein Millionenheer.“

Es wurde später darauf verwiesen, dass diese Rede vor der Blomberg-Fritsch-Krise gehalten worden war, also bevor Adolf Hitler sich selbst an die Spitze des Heeres setzte und sich direkt in die militärischen Angelegenheiten einschaltete. In jedem Fall aber zeigte sich Schmidt gegenüber den nationalsozialistischen Organisationen energisch. So setzte er, nach den Erinnerungen des Widerstandskämpfers Fabian von Schlabrendorff, in seinem Befehlsbereich wegen ständiger Reibereien zwischen Soldaten und SS schon vor dem Krieg Offizierspatrouillen ein, die nötigenfalls mit Waffengewalt gegen die SS vorgehen sollten.:261f
Der einzige Mobilmachungsfall für Schmidts Panzerdivision vor Ausbruch des Zweiten Weltkrieges fand im Rahmen der Sudetenkrise statt. Im Rahmen des XVI. Armeekorps (mot.) unter Generalleutnant Heinz Guderian marschierte die 1. Panzer-Division von Cham und Eibenstock aus über die Grenze und besetzte am 4. Oktober 1938 Karlsbad.

### Im Zweiten Weltkrieg

#### Polen, Holland, und Frankreich 1939–1940
Als am 1. September 1939 der Zweite Weltkrieg begann, gehörte die Division Schmidts wiederum zum XVI. Armeekorps (mot.), welches nun von General der Kavallerie Erich Hoepner kommandiert wurde. Dieses Korps sollte beim Überfall auf Polen als „Speerspitze“ der deutschen Truppen fungieren und nach Überwindung des ersten polnischen Widerstandes schnell bis Warschau vordringen. Tatsächlich gelang den Truppen des XVI. Armeekorps bei Tomaszów Mazowiecki ein Durchbruch und schon am 8. September 1939 drangen Teile des Verbandes zeitweise in Vororte der polnischen Hauptstadt ein. Schmidts 1. Panzer-Division fiel dabei die Aufgabe zu, südlich von Warschau die rechte Flanke zu decken und gleichzeitig Brückenköpfe auf dem östlichen Weichsel-Ufer zu bilden. In diesen Tagen befanden sich diese deutschen Verbände weit voraus und mussten sich einige Zeit lang gegen polnische Gegenangriffe aus fast allen Richtungen behaupten, bis die Hauptkräfte des Heeres herankamen. Nachdem diese Krise überwunden war, kam Schmidts Division zwischen dem 16. und 20. September 1939 auch in der Schlacht an der Bzura zum Einsatz.

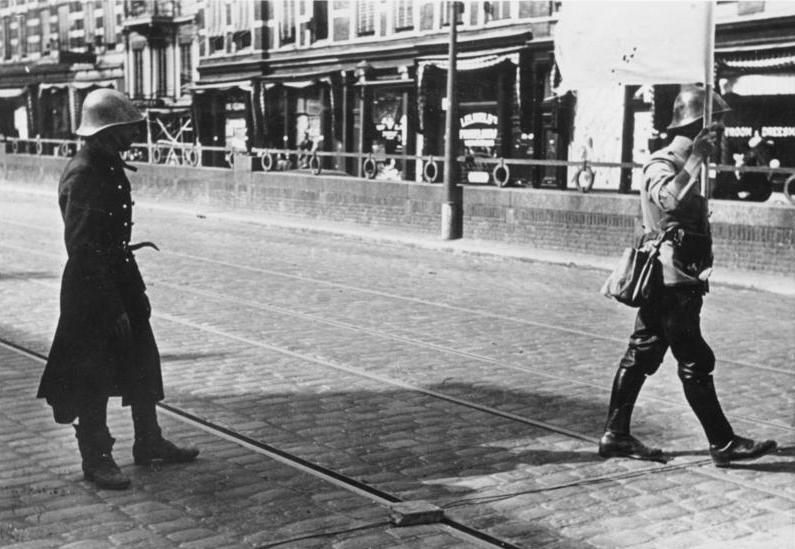
Rotterdam, 14. Mai 1940: Obwohl der niederländische Stadtkommandant Verhandlungen mit Schmidt aufnahm, …

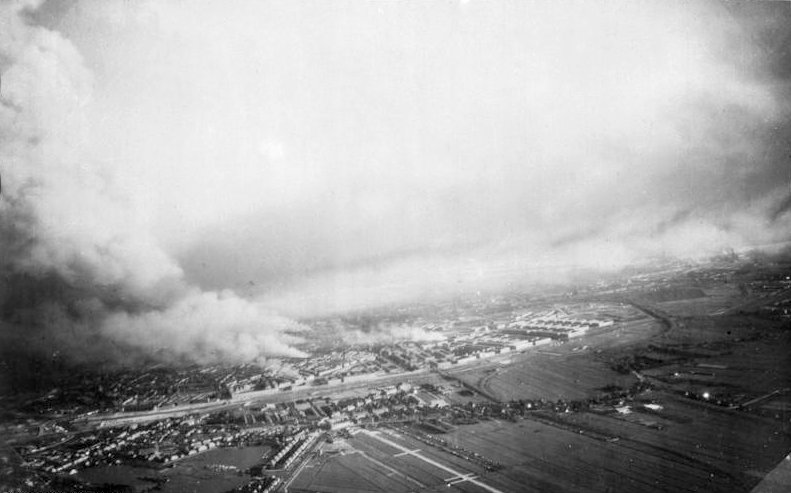
… erreichte Schmidts Befehl zum Abbrechen des Bombenangriffs nicht mehr die Piloten. In Rotterdam starben etwa 900 Menschen

Nach dem erfolgreich verlaufenen Feldzug wurde die Masse des deutschen Heeres an die Westgrenze verlegt und auf die geplante Offensive gegen die Westalliierten vorbereitet. Im Zuge der Vergrößerung und Neuordnung der Kommandostruktur erhielt Schmidt am 1. Februar 1940 einen neuen Posten als Kommandierender General des neu aufgestellten XXXIX. Armeekorps. Allerdings wurde der Korpsstab zunächst in Reserve gehalten und erst zwei Tage nach Beginn des Westfeldzuges am 10. Mai 1940 gelangte Schmidts Stab im Bereich der 18. Armee unter General der Artillerie Georg von Küchler zum Einsatz. Dem Armeekorps wurde am 12. Mai der Befehl über die 9. Panzer-Division, 254. Infanterie-Division und Leibstandarte SS „Adolf Hitler“ unterstellt. Mit diesen Kräften sollte Schmidt gegen die Festung Holland mit Schwerpunkt Rotterdam vorgehen und dort eine dauerhafte Verteidigung der niederländischen Truppen verhindern. Zu diesem Zweck wurde ihm auch die 7. Flieger-Division unterstellt, deren Soldaten im gegnerischen Hinterland abgesprungen waren und sich dort festgesetzt hatten. Deutsche Soldaten landeten mit zwölf He 59 Wasserflugzeugen auch an der Wilhelmsbrücke über die Maas in Rotterdam und bildeten einen, schweren niederländischen Gegenangriffen ausgesetzten Brückenkopf. Zur Entlastung wurde bereits am 13. Mai ein deutscher Luftangriff befohlen. Schmidt kommandierte den Entsatz für den Brückenkopf und führte in dieser Funktion auch Kapitulationsverhandlungen. Von seinem Vorgesetzten Küchler erhielt Schmidt den Befehl, den Widerstand Rotterdams „mit allen Kräften zu brechen, nötigenfalls ist [die] Vernichtung der Stadt anzudrohen und durchzuführen.“ Um unnötiges Blutvergießen zu vermeiden, forderte Schmidt die niederländische Besatzung der Stadt am 14. Mai 1940 zur Kapitulation auf. Bereits am Vortag war allerdings der Befehl an die Luftwaffe ergangen, die Stadt am folgenden Tag um 15 Uhr zu bombardieren. Als die Niederländer auf die Verhandlungen eingingen, funkte Schmidt um 14:15 Uhr an das Luftwaffenkommando „Angriff wegen Verhandlungen aufgeschoben.“ Doch dieser Befehl erreichte die anfliegenden Verbände nicht mehr: Um 14:55 Uhr war die Kapitulation unterzeichnet; gegen 15:05 Uhr bombardierten Flugzeuge des Kampfgeschwaders 54 das Areal vor dem Brückenkopf, also die Altstadt von Rotterdam. Das Bombardement und der anschließende Großbrand töteten etwa 900 Menschen.
Einige Tage nach den Ereignissen von Rotterdam wurde Schmidt mit seinem Korpsstab in den Raum Arras verlegt, wo britische Panzertruppen am 21. Mai 1940 eine Gegenoffensive eingeleitet hatten. Das XXXIX. Armeekorps übernahm die Führung der deutschen Kräfte vor Ort, überließ die Führung der Abwehr des Angriffs jedoch weitgehend dem Kommandeur der 7. Panzer-Division Generalmajor Erwin Rommel. Nunmehr kamen die Fronten vorläufig zu stehen und die Kämpfe konzentrierten sich auf den Kessel von Dünkirchen. Schmidts Korps wurde reorganisiert und der gepanzerten Gruppe Guderian unterstellt. Im Verband dieser Gruppierung überschritten Schmidts Truppen während der Fortsetzung der deutschen Offensive (siehe Fall Rot) am 9. Juni 1940 die Aisne und drangen innerhalb weniger Tage bis zur Schweizer Grenze vor. Hier traf sie auf Divisionen der deutschen 7. Armee des Generals Dollmann, welche ihnen aus Süddeutschland entgegenkamen. Damit wurde die etwa 200.000 Mann starke alliierte Heeresgruppe 3 (französische 2., 3., 5. und 8. Armee) eingeschlossen. Diese musste bald darauf am 22. Juni 1940 kapitulieren.
Für Schmidt hatten die Kämpfe in Frankreich einen weiteren Karrieresprung gebracht. Bereits am 1. Juni 1940 war er zum General der Panzertruppe befördert und ihm zwei Tage darauf das Ritterkreuz des Eisernen Kreuzes verliehen worden.
In der nun folgenden Besatzungszeit in Frankreich schärfte Schmidt seinen Soldaten ein,

„dass Ihr, solange Ihr als Besatzungstruppe in den von der Deutschen Wehrmacht besetzten Gebieten Frankreichs verbleibt, eine eines deutschen Soldaten würdige Haltung zeigt. Jede Plünderung, als welche auch die Wegnahme von Gegenständen jeder Art ohne Bezahlung gehört, ist verboten und wird strengstens bestraft. Gewalttätigkeiten gegen Landesbewohner sind nicht nur eines deutschen Soldaten unwürdig, sondern ziehen auch strengste Bestrafung nach sich.“

Während sich die deutschen Kriegsanstrengungen nunmehr gegen Großbritannien richteten, fasste man in der Wehrmachtführung den Plan zur Eroberung von Gibraltar (siehe Unternehmen Felix). Von den zwei Generalkommandos, die für diese schwierige Operation vorgesehen wurden, war eines das XXXIX. Armeekorps Schmidts. Da jedoch General Francisco Franco in letzter Minute seine Zustimmung zum Durchmarsch deutscher Truppen durch Spanien verweigerte, gelangte das Unternehmen nie zur Ausführung. Zeitweise wurde Schmidt auch als Kommandeur des Afrikakorps ins Auge gefasst, bevor man sich dann doch für Generalleutnant Erwin Rommel entschied. Schmidt und sein XXXIX. Armeekorps wurden hingegen im Frühjahr 1941 ins ostpreußische Allenstein verlegt.

#### Sowjetunion 1941–1943
Auszeichnungen
- Eisernes Kreuz (1914) II. und I. Klasse
- Ritterkreuz II. Klasse des Ordens vom Zähringer Löwen mit Schwertern und Eichenlaub
- Orden Heinrichs des Löwen IV. Klasse
- Österreichisches Militärverdienstkreuz III. Klasse mit der Kriegsdekoration
- Eiserner Halbmond
- Offizierskreuz des Bulgarischen Militärverdienstordens
- Wehrmacht-Dienstauszeichnung IV. bis I. Klasse
- Spange zum Eisernen Kreuz II. und I. Klasse
- Ritterkreuz des Eisernen Kreuzes mit Eichenlaub
  - Ritterkreuz am 3. Juni 1940.
  - Eichenlaub am 10. Juli 1941 (19. Verleihung)

Am 22. Juni 1941 begann der deutsche Angriff auf die Sowjetunion. Schmidts XXXIX. Armeekorps (mot.), das zur Panzergruppe 3 unter Generaloberst Hermann Hoth im Bereich der Heeresgruppe Mitte gehörte, stieß aus dem Raum Suwałki über Olita und Wilna vor und erreichte am 10. Juli 1941 Witebsk. Der schnelle Vormarsch war für die Wehrmachtführung Grund genug, um Schmidt bereits zu diesem frühen Zeitpunkt als erstem Soldaten im Krieg gegen die Sowjetunion das Eichenlaub zum Ritterkreuz zu verleihen. Unterdessen bildete die Einheit den nördlichen Teil eines Ringes um mehrere sowjetische Armeen im Raum Smolensk, die im Rahmen einer Kesselschlacht bis Mitte August zerschlagen wurden. Am 29. Juli 1941 erklärte Schmidt in einem Brief an den Oberquartiermeister Generalleutnant Friedrich Paulus, dass die Verluste seiner Truppen erheblich seien und das Material „auf den Hund“ sei. Im selben Brief übte er auch Kritik an der Führung des Krieges durch das Oberkommando des Heeres und die Heeresgruppe Mitte:

„Die Zwischenstellen hemmen nur u. nutzen nicht. Man mache aus den Pz.Gruppen Panzerarmeen u[nd] der Fall ist erledigt. Die Heeresgr[uppe] kann sehr gut diese Verbände zweckmäßig einsetzen. Sie darf sich nur nicht scheuen auch mal zu befehlen, statt ‚anheim zu stellen‘ u[nd] zu ‚wünschen‘. Daran liegt viel.“

Doch ohne Rücksicht auf den Zustand der Truppen wurde Schmidts Korps am 16. August 1941 aus der Front herausgelöst und zur Verstärkung in den Bereich der Heeresgruppe Nord verlegt. Hier sollte es an der Einnahme Leningrads mitwirken. Der Vormarsch verzögerte sich jedoch durch den zähen sowjetischen Widerstand. Erst am 8. September 1941 wurde Schlüsselburg am Ladogasee eingenommen und die Stadt damit ihrer rückwärtigen Verbindungen beraubt. Obwohl die Generale vor Ort davon ausgingen, nunmehr zum Angriff auf die Metropole anzutreten, hatte Hitler zu diesem Zeitpunkt bereits beschlossen, Leningrad durch eine anhaltende Blockade auszuhungern. Die Masse der Panzer-Verbände der Heeresgruppe Nord wurde wieder nach Süden verlegt, um am Angriff auf Moskau teilzunehmen. Schmidts XXXIX. Armeekorps (mot.) verblieb jedoch am Wolchow und bildete den Kern einer Angriffsgruppe, die am 16. Oktober 1941 einen Vorstoß in Richtung Tichwin unternahm (siehe Schlacht um Tichwin). Trotz eisigen Wetters und nachhaltigen Widerstands durch die Rote Armee gelang Schmidt am 8. November 1941 die Einnahme der Stadt. Damit waren die Kräfte der deutschen Truppen jedoch am Ende.
Wieder beschwerte sich Schmidt bei seinen vorgesetzten Dienststellen massiv über die Zersplitterung der wenigen vorhandenen Kräfte und über das Ausbleiben von Winterbekleidung und Ausrüstung. An das Oberkommando des Heeres schrieb er, dass die Meldungen des Armeeoberkommandos 16, dem Schmidts zu diesem Zeitpunkt Korps unterstand, positiv gefärbt wären und der tatsächlichen kritischen Lage an der Front nicht gerecht würden. Seine Bataillone hätten nur noch 60 statt 500 Mann und litten ohne Winterbekleidung unter der Kälte von −24 °C: „Aber einmal hören eben die Kräfte der Truppe auf u[nd] da kann auch der schärfste Befehl nichts mehr nützen. Und soweit sind wir jetzt.“ Nur mit Mühe gelang es ihnen, die Stadt bis Anfang Dezember gegen die sowjetischen Gegenangriffe zu halten, dann aber mussten sie sich in ihre Ausgangsstellungen zurückziehen. Zu diesem Zeitpunkt war Schmidt jedoch nicht mehr Kommandeur der hier eingesetzten Verbände. Am 11. November 1941, kurz nach dem Fall Tichwins, war er zum Vertreter des erkrankten Oberbefehlshabers der 2. Armee Generaloberst Maximilian von Weichs bestimmt worden. Zum einen war gerade der Erfolg ein Grund für die neue Verwendung auf einer höheren Führungsebene. Andererseits belastete es ihn, seinen Stab und langjährige Mitarbeiter in der schwierigen Situation in Tichwin zu verlassen. Sein Nachfolger wurde der spätere Generaloberst Hans-Jürgen von Arnim.

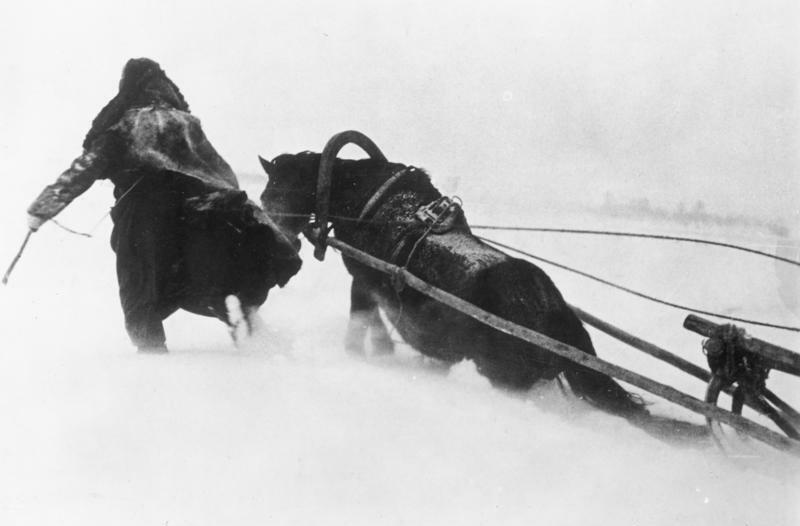
Der russische Winter stellte Soldaten, Führung und Material vor ungeahnte Probleme. Schmidt setzte dabei den Rückzug seiner Truppen auch gegen den Befehl Hitlers durch.

Am 26. November 1941 übernahm Schmidt den Oberbefehl über die 2. Armee am Südflügel der Heeresgruppe Mitte, die sich noch immer im langsamen Vorgehen auf Moskau befand. Nach der ersten Analyse der Situation kam er zu dem Ergebnis: „Die Lage ist im Armeebereich so, dass auch der Schaden, den wir der russischen Kampfkraft noch zufügen können, den Einsatz nicht mehr lohnt […] Es sind jetzt nur noch Kämpfe vertretbar, welche dem Schaffen einer günstigen Winter-Sicherungslinie dienen.“ Zu einer dieser Maßnahmen zählte die kurzfristige Einnahme der Stadt Jelez, die nach der Zerstörung wichtiger militärischer Anlagen wieder verlassen wurde.
Am 5. Dezember 1941 begann jedoch die Gegenoffensive der Roten Armee in der Schlacht um Moskau. Bis zum 9. Dezember erzielte sie einen tiefen Einbruch in die Linien der personell geschwächten 2. Armee. Alle Versuche, die sowjetischen Truppen durch Gegenangriffe zurückzudrängen, scheiterten. In den folgenden Tagen wurde die Situation kritisch. Als Schmidt erfuhr, dass einige seiner Soldaten sich Panjewagen nahmen und desertierten, befahl er „einzelne Leute, die defaitistische Reden führen, herauszugreifen und exemplarisch umzulegen.“ Andererseits ließ er unter den Soldaten die Meldung verbreiten, dass Stalin befohlen habe, keine Gefangenen mehr zu machen. Er schärfte ihnen ein, dass eine Aufgabe des Kampfes für sie den Tod bedeuten würde. Hitlers unbedingten „Haltebefehl“ vom 16. Dezember 1941, der einen Rückzug auch in aussichtslosen Lagen kategorisch verbot, hielt Schmidt für einen großen Fehler. In einer Stellungnahme teilte er dem Oberkommando des Heeres mit, dass seine Armee damit der Vernichtung ausgesetzt würde und bat darum, den Befehl flexibel auslegen zu dürfen. Nur drei Tage darauf beschloss er am 24. Dezember 1941, die Stadt Liwny aufzugeben und später die Zurücknahme der gesamten Armeefront. Als der Oberbefehlshaber der Heeresgruppe Mitte, Generalfeldmarschall Günther von Kluge, mit dem Hinweis auf den Führer-Befehl dagegen protestierte, wies Schmidt darauf hin, dass er unter dem Druck der Verhältnisse stünde, und setzte die Absetzbewegung weiter fort. Im Gegensatz zu anderen Oberbefehlshabern, die sich ebenso über Befehle hinweggesetzt hatten, wie Generaloberst Guderian oder Generaloberst Erich Hoepner, erwuchsen Schmidt aus seinen Eigenmächtigkeiten keinerlei Nachteile. Der Historiker Johannes Hürter vermutet, dass dies daran lag, dass Generalfeldmarschall von Kluge im Gegensatz zu den anderen beiden Fällen nicht im Oberkommando des Heeres und bei Hitler auf seine Ablösung gedrängt hatte. Ganz im Gegenteil: Als Generaloberst Guderian am 26. Dezember 1941 von seinem Kommando entbunden wurde, wurde Schmidt zu dessen Nachfolger im Oberkommando über die 2. Panzerarmee ernannt.
So führte er, am 1. Januar 1942 zum Generaloberst befördert, in Personalunion die 2. Panzerarmee und die 2. Armee zugleich. Die einheitliche Befehlsführung wirkte sich positiv auf die operative Führung der deutschen Truppen in dieser Region aus. Erst am 15. Januar kehrte Generaloberst von Weichs zurück, sodass Schmidt nur noch die 2. Panzerarmee befehligen musste. Für die nächsten Monate befand sich sein Hauptquartier nun in Orjol. Im Sommer 1942 verlegte die Wehrmacht den Schwerpunkt ihrer Operationen auf den südlichen Teil der Ostfront. Der Bereich der Heeresgruppe Mitte war nunmehr ein Nebenkriegsschauplatz, auf dem jedoch die Rote Armee im Laufe des Jahres mehrere Offensiven unternahm. Die 2. Panzerarmee blieb davon unberührt, griff aber zur Entlastung der Nachbararmeen vom 11. bis zum 22. August 1942 im Rahmen von „Unternehmen Wirbelwind“ mit geringem Erfolg in Richtung Suchinitschi an. Erst im Zuge der sowjetischen Winteroffensiven ergaben sich auch bei ihr wieder kritischere Lagen. Am 22. Februar 1943 begann ein sowjetischer Vorstoß gegen Brjansk und auch weiter südlich an der Nahtstelle zur 2. Armee führten gegnerische Angriffe zur Gefahr eines Durchbruchs. Da jedoch in anderen Bereichen der Heeresgruppe Mitte durch eine umfangreiche Rückzugsbewegung mehrere Divisionen freigemacht werden konnten, gelang es, die 2. Panzerarmee so weit zu verstärken, dass sie sämtliche sowjetischen Angriffe abwehren konnte.
Schmidt schlug von Kluge am 10. März 1943 einen Umfassungsangriff auf die sowjetischen Truppen im Raum Kursk vor. Am 13. März 1943 konnte er Hitler bei einer Lagebesprechung im Hauptquartier der Heeresgruppe Mitte in Smolensk seine Idee vortragen. Der Vorschlag wurde später beim Unternehmen Zitadelle umgesetzt.
Vor dem Hintergrund der katastrophalen Rückschläge an der Ostfront äußerte Schmidt vermehrt Kritik an Hitler und der militärischen Führung. Bereits im Oktober 1942 hatte er mit Generalmajor Fridolin von Senger und Etterlin ganz offen über ihre gemeinsame Abscheu gegenüber dem nationalsozialistischen Regime geredet. Bei der Lagebesprechung im Hauptquartier der Heeresgruppe Mitte am 13. März 1943 soll Schmidt auf Hitlers abfällige Äußerungen über die Generalität und den Vorwurf, nicht über genügend eigene Kriegserfahrung zu verfügen, weil sie den Ersten Weltkrieg nicht wie er im Schützengraben verbracht hätten, geantwortet haben: „Ihre Kriegserfahrung trägt ein Spatz auf dem Schwanz weg!“:264 Ob diese Äußerung tatsächlich so fiel und ob sie dazu führte, dass Hitler gegenüber Schmidt misstrauisch wurde, wurde zuletzt in der Forschung angezweifelt. Außer Schlabrendorffs Behauptung gibt es keine weiteren Belege für den Satz. Gleichwohl gab es nur wenige Wochen später einen Anlass, den Generaloberst zu entfernen.

#### Schmidt und die Besatzungsherrschaft

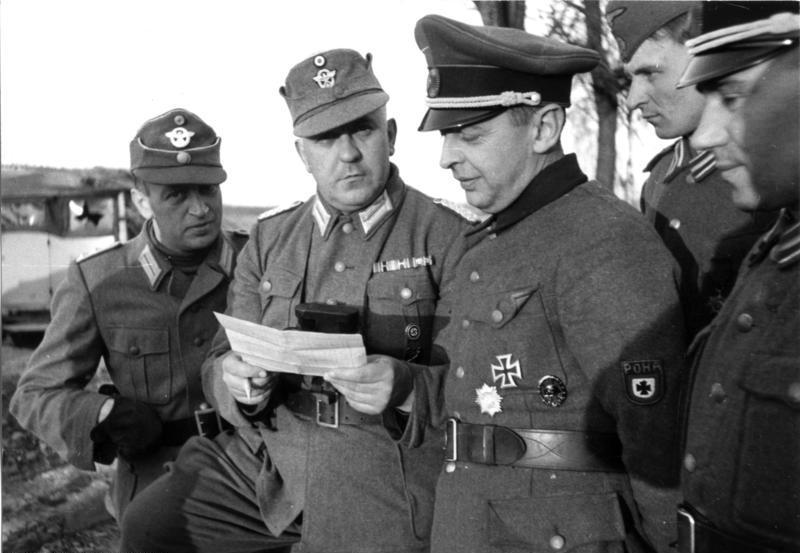
B.W. Kaminski, der unter Schmidts Protektion im Raum Lokot eine russische Selbstverwaltung etablierte, im Gespräch mit Offizieren (Aufnahme von 1944)

Schmidt gehörte zu den Offizieren, die das Vorgehen der deutschen Besatzungstruppen in der Sowjetunion kritisch betrachteten. Seiner Ansicht nach waren die ideologisch geprägten Zwangsmaßnahmen sowie die Behandlung von Zivilbevölkerung und Kriegsgefangenen den deutschen Interessen abträglich. Bereits vor Beginn des Feldzugs gegen die Sowjetunion hatte er daher beim Oberbefehlshaber des Heeres Generalfeldmarschall Walther von Brauchitsch gegen den „Kommissarbefehl“ protestiert. Obwohl er eine Aufhebung des Befehls nicht erwirken konnte, sabotierte er ihn in den folgenden Monaten ganz offen. Auch danach beließ er es nicht bei persönlichen Ansichten, sondern versuchte die militärischen Führungsstellen von einem kooperativen Konzept gegenüber der russischen Bevölkerung zu überzeugen. Im September 1941 tauchte im Stab seines XXXIX. Armeekorps (mot.) eine Denkschrift über die Möglichkeit einer Erschütterung des bolschewistischen Widerstandes von Innen her auf, die angeblich von einem nicht näher bezeichneten Wachtmeister Hertel verfasst worden sein soll, möglicherweise aber aus Schmidts eigener Feder stammte. In ihr hieß es, dass die Kommissare die sowjetischen Truppen schon deshalb zum fanatischen Widerstand anhielten, weil sie wüssten, dass sie bei Gefangenschaft oder Überlaufen selbst erschossen würden: „Als Sofortmaßnahme muß der Schießerlaß für politische Kommissare fallen.“ Die Bevölkerung habe hingegen keinerlei Perspektive und müsse durch eigene Vorteile für die deutsche Sache gewonnen werden: „Auf weite Sicht ist aber noch viel wichtiger, dem russischen Volke eine positive Zukunft zu zeigen.“ Auch die Bildung russischer Regierungen wurde angeregt. Die Denkschrift wurde am 17. September 1941 an das Oberkommando des Heeres und Hitler übermittelt. Die in ihr genannten Vorschläge befanden sich jedoch im diametralen Gegensatz zur Idee des Ausbeutungs- und Vernichtungskrieges, der in der Sowjetunion geführt wurde, und blieben deshalb ohne Wirkung.
Aufschlussreich ist auch die Anordnung, die Schmidt in diesem Zusammenhang in Bezug auf die Kriegsgefangenen erließ. Kurz nachdem er den Befehl über die 2. Armee übernommen hatte, wies er die ihm unterstellten Kommandeure am 5. Dezember 1941 an, „mit allem Nachdruck“ für eine ausreichende Versorgung der Kriegsgefangenen zu sorgen. Er verwies dabei hauptsächlich auf die Notwendigkeit, die Gefangenen als Arbeitskräfte zu erhalten, schloss aber mit den Worten: „Ganz abgesehen hiervon ist [die] schlechte Behandlung wehrloser Kriegsgefangener eines deutschen Soldaten unwürdig, schädigt die deutschen Propagandamaßnahmen und verschlimmert das Los der unglücklichen deutschen Soldaten, die in russische Kriegsgefangenschaft geraten sind.“ Gegebenenfalls sollte auch auf die eigenen Nachschubbestände zurückgegriffen werden, um die Versorgung der Gefangenen zu gewährleisten. Inwieweit diese Befehle umgesetzt wurden, ist schwer nachvollziehbar. In den folgenden Wochen der sowjetischen Gegenoffensive waren die Zustände chaotisch und die deutschen Truppen um ihr eigenes Überleben bemüht, sodass die Frage der Kriegsgefangenen aus dem Blickfeld geriet. Erst im März 1942 erinnerte Schmidt erneut daran, dass der Umgang mit ihnen entsprechend dem Völkerrecht zu erfolgen habe.
Nun aber wurde er als Oberbefehlshaber der 2. Panzerarmee in seinem „Rückwärtigen Armeegebiet“ mit dem Aufkommen einer größeren Partisanenbewegung konfrontiert. Besonders im Raum Brjansk kontrollierten die Partisanen bald etwa 400 Ortschaften. Im Juni/Juli 1942 wurde daher mit dem Unternehmen Vogelsang eine groß angelegte Operation in diesem Gebiet durchgeführt. Dabei wurden 1.582 Partisanen als getötet und 519 als gefangen gemeldet. Außerdem wurden 3.249 Männer festgenommen und 12.531 Menschen aus dem Gebiet evakuiert. Die deutschen Verluste betrugen 58 Tote und 130 Verwundete. Die daraus ersichtliche Diskrepanz zwischen den deutschen und sowjetischen Verlusten muss auch Schmidt aufgefallen sein. Als er von willkürlichen Erschießungen während der Operation hörte, stellte er in einem Befehl klar:

„Der Kampf gegen die Partisanen erfordert schonungslose Härte da, wo sie am Platze ist. Ich erwarte aber, dass die Truppe es versteht, Unterschiede zwischen den Partisanen und der im Partisanengebiet teilweise unter starkem Terror lebenden Bevölkerung zu machen. Es kommt darauf an, diese auf unsere Seite zu bringen. […] Jede andere Handlungsweise treibt die Bevölkerung den Partisanen geradezu in die Hände. Abgesehen von diesen Auswirkungen weise ich auf die schweren Schäden für die Disziplin hin, die Willkürhandlungen einzelner Truppenteile nach sich ziehen müssen. […] Auch im Partisanenkrieg bleiben wir Soldaten und führen nicht den Kampf gegen Frauen und Kinder.“

Auch im Sommer 1942 versuchte er, die ihm untergeordneten Dienststellen von einem freundlichen Kurs gegenüber der Zivilbevölkerung zu überzeugen, denn noch immer war Willkür an der Tagesordnung. Mitarbeitern der Wirtschaftsinspektion Mitte und vom Wirtschaftsstab Ost teilte er im Juni 1942 sein Konzept mit, mit dem er die Bevölkerung für die deutsche Sache zu gewinnen erhoffte. Damit stellte Schmidt nach dem Urteil des Historikers Joachim Hoffmann zumindest in den nördlicheren Gebieten des deutschen Besatzungsgebietes eine „bemerkenswerte Ausnahme“ dar. Er ging bei der Umsetzung seiner Vorstellungen so weit, eigenmächtig in der Stadt Lokot eine russische Selbstverwaltung unter B. W. Kaminski einzurichten. Dieses als Republik Lokot bezeichnete Gebiet umfasste schließlich 1,7 Millionen Einwohner und die dortige Verwaltung verfügte bald über eigene Truppen zur Bekämpfung sowjetischer Partisanen. In gewissem Sinne griff Schmidt damit auch praktisch auf die bereits in der Denkschrift vom September 1941 formulierten Grundsätze zurück.

### Spionageaffäre und Entlassung
Schmidt war aufgrund seiner kritischen Ansichten zur Führung des Krieges in der Sowjetunion und der Behandlung der Bevölkerung dort bereits in Gegensatz zu Hitler geraten. Besonders nachteilig wirkten sich vor diesem Hintergrund die Ereignisse aus, die sich im Frühjahr 1943 um den Generalobersten entwickelten: Schmidts jüngerer Bruder Hans-Thilo hatte ebenfalls den Offiziersberuf gewählt und war bis 1938 in der Chiffrier-Stelle des Reichswehrministeriums tätig gewesen. Ab Oktober 1931 hatte er geheimes Material an den französischen Geheimdienst weitergeleitet, das den alliierten Dienststellen später half, erste Einbrüche in das „Enigma“-Verschlüsselungssystem zu erzielen. Nachdem ein ehemaliger Verbindungsmann ihn am 23. März 1943 verraten hatte, wurde er am 1. April von der Gestapo verhaftet. Am 19. September 1943 beging er in der Haft Suizid.
Dies mag Schmidt als persönlichen Schicksalsschlag empfunden haben, aber auch für ihn selbst ergaben sich nun Schwierigkeiten, da er im Zuge der Ermittlungen gegen seinen Bruder selbst ins Visier geriet. Die wenigen erhaltenen Akten zu dem Fall deuten an, dass in der ersten Jahreshälfte kritische Briefe des Generalobersten an seinen Bruder auftauchten und im OKW vorgelegen haben.:185 Fn.26 Wenig später notierte Reichspropagandaminister Joseph Goebbels am 10. Mai 1943 in seinem Tagebuch:

„Beispielsweise ist jetzt beim Bruder des Generalobersten Schmidt, der wegen Landesverrat verhaftet werden musste, eine ganze Serie von Briefen des Generalobersten selbst gefunden worden, die sehr scharf gegen den Führer gerichtet waren. Das ist nun einer der Generalobersten, auf die der Führer besonders viel gesetzt hatte. Er hat also wieder einmal eine schwere Enttäuschung erlebt.“

Im Zuge der Spionageaffäre war Schmidt bereits am 14. April 1943 von seinem Kommando entbunden. Mit der Führung der 2. Panzerarmee wurde bis zur Klärung des Falles General der Infanterie Erich-Heinrich Clößner, Kommandierender General des LIII. Armeekorps, beauftragt. Im Tätigkeitsbericht des Heerespersonalamtes hieß es hierzu: „Bei der Beschlagnahme des Schriftwechsels kamen Briefe zutage […], die politisch für ihn so belastend sind, daß ein Verbleiben in seiner Stellung [als Oberbefehlshaber einer Armee] unmöglich ist. Unter anderem übte er Kritik an der Obersten Führung und wirft ihr Fehler vor, die zu den schweren Rückschlägen der letzten Zeit geführt haben sollen.“ Die belastenden Briefe sind verloren gegangen; ihr genauer Inhalt ist heute nicht mehr bekannt.
In einem Verhör während seiner späteren Gefangenschaft in der UdSSR berichtete Schmidt: „Ich wurde durch den Generalrichter des Führerhauptquartiers, Generalleutnant Sack, in Orjol verhaftet und mit dem Flugzeug nach Rastenburg ins Hauptquartier zu Hitler gebracht. Ich blieb bis zum 10. Juli 1943 in Haft. Während dieser Zeit wurde ich mindestens zweimal in der Woche verhört. Generalmajor Lotter, der damals Generalrichter war, vernahm mich. Danach entließ man mich, beorderte mich aber regelmäßig bis zur zweiten Hälfte des Septembers 1943 zum Verhör in den Wehrmachtuntersuchungsstab zu Generalmajor Hoffmann.“:185 f.
Tatsächlich waren die genauen Umstände der Verhaftung und anschließenden Haft komplizierter. Schmidt hatte sich bereits kurz nach der Verhaftung seines Bruders an seinen Rechtsberater Dr. Weinheimer gewandt. Dieser wiederum kontaktierte den Chef der Heeresjustiz Generalstabsrichter Karl Sack. Sack wurde bei der Gestapo vorstellig. Es gelang ihm, im Zusammenwirken mit Generaloberstabsrichter Rudolf Lehmann von der Wehrmachtrechtsabteilung und Generalleutnant Rudolf Schmundt, Leiter des Heerespersonalamtes und Chefadjutant Hitlers, einen Prozess vor dem Reichskriegsgericht abzuwenden. Stattdessen wurde Schmidt von Sack in einer psychiatrischen Anstalt untergebracht, bis ein Gutachten später feststellte, dass er zum Zeitpunkt der Abfassung der Briefe „außerhalb seiner freien Willensbestimmung war.“ Am 10. Juli wurde Schmidt in die Führerreserve versetzt. Am 30. September 1943 wurde der Generaloberst schließlich aus der Wehrmacht entlassen.
Schmidt schrieb es dem Einfluss Rudolf Schmundts zu, dass er aus der Haft entlassen worden war. In den nächsten Jahren versuchte er jedoch eine Wiederverwendung zu erwirken. Er wandte sich deshalb an den Reichsführer SS Heinrich Himmler und bat diesen, sich für ihn einzusetzen. Himmler gab ihm den Rat, „sein Vertrauen in den Führer zu beweisen.“ Allerdings versuchte Himmler später als Chef des Ersatzheeres sowohl am 2. als auch am 13. September 1944 über den Chef des Heerespersonalamtes Generalleutnant Wilhelm Burgdorf, bei Hitler die Wiederverwendung Schmidts zu erreichen. Hitler lehnte dies jedoch kategorisch ab. Bereits einige Wochen zuvor hatte sich im Juli 1944 auch Generalleutnant Rudolf Schmundt, der Vorgänger Burgdorfs und Chefadjutant Hitlers, erfolglos dafür eingesetzt, Schmidt als Nachfolger von Generaloberst Kurt Zeitzler zum Chef des Generalstabes des Heeres zu ernennen.

### Zivilleben und Verhaftung

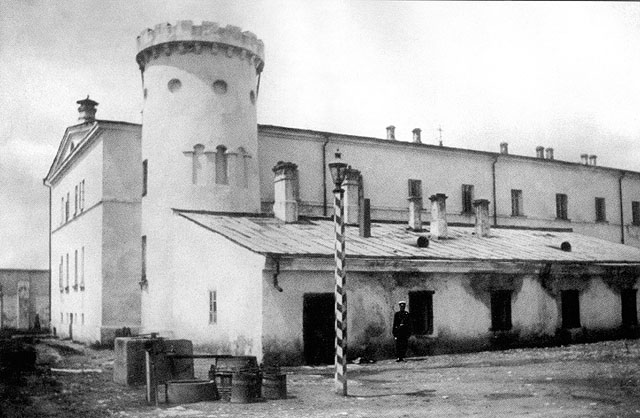
Das 1890 erbaute Butyrka-Gefängnis bei Moskau, wo Schmidt zeitweise festgehalten wurde

Im Dezember 1943 nahm Schmidt, nunmehr Zivilist, eine Tätigkeit als Angestellter in einem Chemie-Unternehmen in Berlin auf, bevor er im Juli 1944 zu einem Bauunternehmen in Offenburg wechselte. Noch im November 1944 gründete er dort ein eigenes Unternehmen unter dem Namen „Rhein-Beton“, das auch eine Niederlassung in Berlin unterhielt. Allerdings musste er diese Firma bald vor den anrückenden alliierten Truppen nach Wertheim evakuieren. Er zog im Februar 1945 nach Weimar und erlebte dort im April 1945 das Kriegsende.
Im Juni 1945 wurde die Stadt an die Rote Armee übergeben, und Schmidt musste seine Wohnung wegen der Einquartierung sowjetischer Soldaten räumen (wie er es im April gegenüber US-amerikanischen Soldaten schon einmal hatte tun müssen). Er vermied es, sich bei der neuen Ortskommandantur als ehemaliger höherer Offizier zu registrieren, und siedelte im August 1945 nach (West-)Berlin in den Stadtteil Friedenau um. In den nächsten Monaten widmete er sich dem Wiederaufbau seines Unternehmens, bis er es im Juli 1946 verkaufte und nach Northeim in die britische Besatzungszone zog. Dort arbeitete er wiederum als Angestellter eines Chemie-Unternehmens.:187
Nach mehr als vier Jahren als Zivilist reiste Schmidt schließlich am 16. Dezember 1947 mit einem Passierschein in die Sowjetische Besatzungszone, wo er offenbar einige Gegenstände aus seiner früheren Wohnung in Weimar holen wollte. Dabei wurde er bei seiner Rückreise am 24. Dezember 1947 in der Nähe von Nordheim von sowjetischen Soldaten verhaftet, nachdem in seinem Gepäck eine Pistole gefunden worden war.:187 Er wurde in ein Gefängnis nach Mühlhausen überstellt und nach ersten Verhören im Januar 1948 nach Moskau gebracht. Das Interesse der sowjetischen Verhöroffiziere richtete sich vor allem auf Schmidts Rolle als Oberbefehlshaber der 2. Panzerarmee und deren Operationen gegen Partisanen im Großraum Orjol. Der damalige Kommandeur Rückwärtiges Armeegebiet (Korück 532), Generalleutnant Friedrich-Gustav Bernhard, war wegen dieser Aktionen bereits Ende 1945 in Brjansk verurteilt und hingerichtet worden. Schmidt gab in den Verhören nicht nur zu, dass es dabei zu Verurteilungen durch Standgerichte, zur Niederbrennung von Dörfern und „zahlreichen Grausamkeiten gegen die Zivilbevölkerung“ gekommen war, sondern auch, dass Bernhard auf Grundlage seiner (Schmidts) Befehle und Pläne gehandelt habe, er diese Operationen jedoch eigenverantwortlich geführt habe. Weitere Punkte waren die Deportation von Zivilisten zur Zwangsarbeit nach Deutschland sowie die Misshandlung sowjetischer Kriegsgefangener und Zivilisten in Gefangenenlagern innerhalb des Befehlsbereiches der 2. Panzerarmee.:274–281
Nachdem er unter anderem im Lager Wladimirowka und im Butyrka-Gefängnis festgehalten worden war, wurde ihm vor einem Militärtribunal in Moskau der Prozess gemacht. Am 4. Februar 1952 wurde Schmidt schließlich als Kriegsverbrecher zu 25 Jahren Lagerhaft verurteilt. Zwei Tage darauf wandte er sich vergeblich in einem Begnadigungsgesuch an Josef Stalin.
Als einer der letzten deutschen Kriegsgefangenen wurde Schmidt am 30. September 1955 aus der Haft entlassen. Gesundheitlich angeschlagen kehrte er in die Bundesrepublik zurück. Er starb nach schwerer Krankheit am 7. April 1957 in Krefeld.